# Cork (hrabstwo)
Cork (ang. County Cork, irl. Contae Chorcaí) – hrabstwo w Irlandii, najbardziej wysunięte na południowy zachód i największe spośród współczesnych hrabstw. Nazywane bywa buntowniczym hrabstwem, ponieważ często zajmowało w ważnych sprawach stanowisko przeciwne do większości Irlandii. Cork, stolica hrabstwa, jest drugim co do wielkości miastem Republiki Irlandii.

## Historia
W roku 1601 decydująca bitwa pod Kinsale (irl. Cath Cionn tSáile) miała miejsce w hrabstwie Cork, co zatrzymało brytyjską ekspansję na wyspie.

## Język
W hrabstwie znajdują się dwa obszary, na których ludność posługuje się językiem irlandzkim (nazywane gaeltacht). Są to Múscraí na północy i Oileán Chléire.

## Turystyka
Odosobniony zachodni obszar znany jako West Cork jest popularnym miejscem wśród turystów, którzy odwiedzają niewielkie wyspy, takie jak Sherkin, Cape Clear i Dursey czy przylądek Mizen Head.
W ostatnich latach ziemie na dalekim zachodzie zostały zamieszkane przez wielu mieszkańców z Unii Europejskiej, chociażby takie gwiazdy jak Jeremy Irons i Neil Jordan. West Cork jest znane ze swojego dzikiego, naturalnego piękna, dobrych plaż i swojej wyrazistej atmosfery.

## Miasta i wioski
- Aghabullogue, Allihies
- Ballincollig, Ballycotton(inne języki), Ballylickey, Ballinhassig, Ballydehob, Ballydesmond, Ballygarvan, Baltimore, Bandon, Bantry, Barleycove, Blarney, Buttevant
- Carrigaline, Castletownbere(inne języki), Castletownshend, Castlemartyr, Charleville (Rathluirc), Clonakilty, Cloyne, Coachford, Cobh, Cork, Courtmacsherry, Crookhaven, Crosshaven
- Dunmanway, Doneraile
- Fermoy
- Glandore, Glanmire, Glengarriff, Glounthaune, Goleen, Gougane Barra
- Kanturk, Kinsale
- Leap
- Macroom, Mallow, Midleton, Millstreet, Mitchelstown, Monkstown
- Nohoval
- Oysterhaven
- Ringaskiddy, Rosscarbery, Rylane
- Schull, Shanagarry, Skibbereen
- Timoleague
- Union Hall
- Youghal